# Liste der Kellergassen in Herzogenburg
Die Liste der Kellergassen in Herzogenburg führt die Kellergassen in der niederösterreichischen Gemeinde Herzogenburg an.
| Foto |                 | Kellergasse                             | Standort                              | Beschreibung |
| ---- | --------------- | --------------------------------------- | ------------------------------------- | --- |
| BW   | Datei hochladen | (Adletzberg)                            | KG: Adletzberg Standort               | In einem 60 Meter langen Hohlweg am nordöstlichen Ortsrand befinden sich beidseitig einige Keller und Wirtschaftsgebäude. Anmerkung: Schmidbaur (S.362) erwähnt für Adletzberg eine 120 Meter lange beidseitige Einzelkellergasse in einem Hohlweg, bestehend aus 15 Gebäuden (davon 1 verfallen, 1 mit Wohnnutzung, 8 Schildmauerform). Länge und Gebäudeanzahl scheint in etwa der Summe der beiden tatsächlich vorhandenen Kellergassen zu entsprechen. |
| BW   | Datei hochladen | Mitterfeld/Wasental (Adletzberg)        | KG: Adletzberg Standort               | In einem Hohlweg am Mitterfeld südöstlich außerhalb des Orts befinden sich beidseitig auf 60 Meter Länge etwa 8 Keller. 180 Meter südlich davon liegen im Wasental drei Keller in Schildmauerform einseitig in Hanglage. |
| ja   | Datei hochladen | Hühnerbühel                             | KG: Angern Standort                   | Die beidseitige Einzelkellergasse befindet sich in einem Hohlweg östlich weit außerhalb der Ortschaft. Sie besteht aus 14 überwiegend traufständigen Kellern auf 150 Metern Länge. |
| ja   | Datei hochladen | Waldstraße                              | KG: Angern Standort                   | Die einseitige Einzelkellergasse befindet sich an einer Geländekante östlich außerhalb der Ortschaft. Sie besteht aus sechs traufständigen Kellern auf 150 Metern Länge. |
| ja   | Datei hochladen | Satzendorfer Straße                     | KG: Ederding Standort                 | Die beidseitige Einzelkellergasse befindet sich an einer Geländekante am südwestlichen Ortsrand. Sie umfasst 15 Keller, vorwiegend traufständig, auf 300 Metern Länge, die Mehrheit davon jedoch erneuerungsbedürftig oder verfallen. |
| ja   | Datei hochladen | Reitenkeller                            | KG: Einöd Standort                    | Die einseitige Einzelkellergasse befindet sich in einem Hohlweg südöstlich außerhalb des Orts. Sie umfasst neun Keller, überwiegend traufständig und erneuerungsbedürftig, auf 150 Metern Länge. |
| ja   | Datei hochladen | Bergkeller                              | KG: Einöd Standort                    | Die einseitige Einzelkellergasse befindet sich in einem Hohlweg nordöstlich außerhalb des Orts. Sie umfasst 17 Gebäude: zwölf traufständige, überwiegend erneuerungsbedürftige Keller, und fünf Um- oder Neubauten, auf 200 Metern Länge. |
| ja   | Datei hochladen | Ziegelweg (Einöd)                       | KG: Einöd Standort                    | Die 100 Meter lange Kellergasse liegt einseitig in einem Hohlweg. |
| BW   | Datei hochladen | (Gutenbrunn)                            | KG: Gutenbrunn Standort               | In Hanglage bzw. an einer Geländekante befinden sich am südlichen Ortsrand einige wenige Keller. |
| ja   | Datei hochladen | Kremser Straße                          | KG: Herzogenburg Standort             | Einseitig an einer Geländekante entlang von Kremser Straße und Bierhallegasse befinden sich auf 600 Metern Länge einige Keller und Wohngebäude. |
| ja   | Datei hochladen | Neuberg                                 | KG: Herzogenburg Standort             | In dem auf 200 Meter Länge einseitig bebauten Hohlweg befinden sich einige wenige Keller und einige Wohngebäude. |
| ja   | Datei hochladen | Krenntal                                | KG: Herzogenburg Standort             | Die Kellergasse erstreckt sich über etwa 250 Meter Länge in einem Hohlweg und ist mit neueren Wohnaufbauten und Wohnhäusern durchsetzt. |
| BW   | Datei hochladen | Kellergasse (Herzogenburg)              | KG: Herzogenburg Standort             | Die Kellergasse westlich oberhalb des Orts umfasst zwei Kellergruppen: im Norden nahe der Rottersdorfer Straße eine kurze beidseitige Kellergasse in einem Hohlweg; 400 Meter südlich davon eine 250 Meter lange einseitige, von neueren Wohnhäusern durchbrochene Kellerreihe an einer Geländekante. |
| BW   | Datei hochladen | (Oberhameten)                           | KG: Hameten Standort                  | Die einseitige Einzelkellergasse befindet sich an einer Geländekante östlich außerhalb des Orts. Sie umfasst elf mehrheitlich erneuerungsbedürftige Keller, teils traufständig, teils in Schildmauerform, auf 200 Metern Länge. |
| ja   | Datei hochladen | Am Hainer Berg                          | KG: Oberndorf in der Ebene Standort   | Die einseitige Einzelkellergasse befindet sich in einem Graben westlich weit außerhalb des Ortskerns von Oberndorf. Sie umfasst 15 Gebäude: mehrheitlich traufständige und erneuerungsbedürftige Kellern, aber auch einige Um- und Neubauten, teils mit anderer Nutzung, auf 200 Metern Länge. Die älteste Datierung ist von 1716. |
| ja   | Datei hochladen | Bergkeller (Oberwinden)                 | KG: Oberwinden Standort               | Die einseitige Einzelkellergasse befindet sich an einer Geländekante östlich außerhalb des Orts. Sie umfasst acht traufständige Keller, überwiegend erneuerungsbedürftig, auf 250 Metern Länge. |
| ja   | Datei hochladen | Am Berg (Ossarn)                        | KG: Ossarn Standort                   | Das beidseitige Kellergassensystem befindet sich am südöstlichen Ortsrand, teils in Hanglage, teils in Hohlwegen. Es besteht aus 36 Objekten auf 400 Metern Länge, davon fünf Um- oder Neubauten, der Rest teils traufständig, teils in Schildmauerform. Die Hälfte der Keller ist erneuerungsbedürftig oder verfallen. Die älteste Datierung ist von 1773.                                                                                                |
| BW   | Datei hochladen | Sand (Ossarn)                           | KG: Ossarn Standort                   | In der Ebene nordöstlich der Ortschaft befinden sich drei Keller. |
| ja   | Datei hochladen | Lichtwörth/„Werksbachgasse“ (St. Andrä) | KG: St. Andrä an der Traisen Standort | Das Kellergassensystem befindet sich südöstlich außerhalb der Ortschaft. Es besteht zum einen aus der 150 Meter langen einseitigen Lichtwörth-Kellergasse im engeren Sinn, an einer Geländekante, mit 12 Gebäuden, mehrheitlich traufständig, viele erneuerungsbedürftig. Die älteste Datierung stammt von 1848. Zum anderen befinden sich etwa 100 Meter nördlich davon noch einige wenige Keller.                                                        |
| ja   | Datei hochladen | Wiege (St. Andrä)                       | KG: St. Andrä an der Traisen Standort | Die Einzelkellergasse liegt in einem Graben östlich weit außerhalb der Ortschaft. Sie umfasst sechs Keller auf 50 Metern Länge. Anmerkung: Schmidbaur beschreibt die Kellergasse als einzeilig. Luftbild und Kataster deuten jedoch darauf hin, dass es sich – zumindest ursprünglich – um eine beidseitige Kellergasse, vermutlich aus acht Kellern, handelte.                                                                                            |
| ja   | Datei hochladen | Mitterfeld (Unterwinden)                | KG: Unterwinden Standort              | Die beidseitige Einzelkellergasse befindet sich in einem Graben südöstlich außerhalb des Orts. Sie besteht aus sieben Kellern, fast alle erneuerungsbedürftig, auf 150 Metern Länge. |
| ja   | Datei hochladen | Katzenbergweg (Unterwinden)             | KG: Unterwinden Standort              | Die 50 Meter lange einseitige Einzelkellergasse befindet sich östlich außerhalb des Orts. Sie umfasst sechs Keller mit traufständigen Presshäusern, die derzeit (Stand 2017) durchwegs in gutem Zustand sind. |
| ja   | Datei hochladen | (Wielandsthal)                          | KG: Wielandsthal Standort             | Die 80 Meter lange einseitige Einzelkellergasse befindet sich an einer Geländekante im Ort und besteht aus sieben Gebäuden. Kellerschlössel, Kellerstöckl und der St.-Johannes-Keller sind denkmalgeschützt. |

| Foto:                    | Fotografie der Kellergasse (Gesamtheit). Klicken des Fotos erzeugt eine vergrößerte Ansicht. Daneben finden sich zwei Symbole: \| Weitere Bilder vorhanden \| Das Symbol bedeutet, dass weitere Fotos des Objekts verfügbar sind. Durch Klicken des Symbols werden sie angezeigt. \| \| Eigenes Foto hochladen \| Durch Klicken des Symbols können weitere Fotos des Objekts in das Medienarchiv Wikimedia Commons hochgeladen werden. \| |
| Name:                    | Bezeichnung der Kellergasse |
| Standort:                | Es ist die Katastralgemeinde (KG) angegeben. Durch Aufruf des Links Standort wird die Lage der Kellergasse in verschiedenen Kartenprojekten angezeigt. |
| Beschreibung             | Kurze Beschreibung der Kellergasse |
| Weitere Bilder vorhanden | Das Symbol bedeutet, dass weitere Fotos des Objekts verfügbar sind. Durch Klicken des Symbols werden sie angezeigt. |
| Eigenes Foto hochladen   | Durch Klicken des Symbols können weitere Fotos des Objekts in das Medienarchiv Wikimedia Commons hochgeladen werden. |